# David Ervine
David Ervine (21 juli 1953 - Belfast, Ulster, 8 januari 2007) was een Iers politicus en leider van de Progressive Unionist Party (PUP). Ervine een van de meest progressieve unionists in de Noord-Ierse politiek, hij stond bekend als een voorstander van het Goede Vrijdag-akkoord.
Ervine werd in november 1974 gearresteerd als actief lid van de UVF. Hij reed in een gestolen auto met vijf pond explosieven, een ontsteker en ontbrandingslont. Na 7 maanden in bewaring werd hij schuldig bevonden van het in bezit hebben van explosieven en het in gevaar brengen van mensenlevens. Hij werd veroordeeld tot een gevangenisstraf van 11 jaar. Tijdens zijn gevangenschap werd hij bevriend met Gusty Spence en Billy Hutchinson.
In 1980 werd hij vrijgelaten uit de gevangenis. Hij was eigenaar van verschillende persbureaus in Belfast voordat hij fulltime in de politiek ging. Hij deed zich in 1985 kandidaat voor de PUP bij de gemeenteraadsverkiezingen. In 1998 werd hij verkozen tot de Northern Ireland Assembly om Oost-Belfast te vertegenwoordigen en werd in 2003 herkozen. Sinds 1997 zat hij in het stadsbestuur van Belfast.
Ervine kreeg een hartaanval tijdens de voetbalwedstrijd tussen Glentoran F.C. en Armagh City F.C. op zaterdag 6 januari 2007. Hij werd overgebracht naar het Ulster Hospital in Dundonald en overleed op 8 januari. Ervine werd op 12 januari begraven op Roselawn Cemetery.